# لورين ديسماريه
لورين ديسماريه هي عازفة الجاز وملحنة وعازفة بيانو وأستاذة جامعية كندية، ولدت في 15 أغسطس 1956 في مونتريال في كندا.

## وصلات خارجية
- الموقع الرسمي
- لورين ديسماريه على موقع IMDb (الإنجليزية)
- لورين ديسماريه على موقع ميوزك برينز (الإنجليزية)
- لورين ديسماريه على موقع أول ميوزيك (الإنجليزية)
- لورين ديسماريه على موقع ديسكوغز (الإنجليزية)
- لورين ديسماريه على موقع قاعدة بيانات الفيلم (الإنجليزية)